# Manglares del norte de Honduras
Los manglares del norte de Honduras forman una ecorregión que pertenece al bioma de los manglares, según la definición del Fondo Mundial para la Naturaleza. Se extiende desde el este de la bahía de Amatique en Guatemala a lo largo de la mayor parte de la costa caribeña de Honduras, y cubre una área de 1036 km². 
La ecorregión está amenazada principalmente por la expansión agrícola y la ganadería.